# Championnat d'Asie-Pacifique des rallyes
Le Championnat d'Asie-Pacifique des rallyes (APRC) est un championnat international, organisé par la FIA.
Le premier vainqueur fut le japonais Kenjiro Shinozuka, en 1988 sur Mitsubishi Galant VR-4.
En remportant le Rallye d'Indonésie en 2009, l'australien Cody Crocker en devint le vainqueur absolu à quatre reprises consécutives, de 2006 à 2009, sur Subaru Impreza.
Le double Champion du monde WRC Carlos Sainz le remporta en 1990, et le Champion du monde suédois du Groupe A WRC en 1986 Kenneth Eriksson en fut le vainqueur à trois reprises de 1996 à 1998, tout comme le néo-zélandais Possum Bourne et le malais Karamjit Singh, eux de manière  discontinue.

## Épreuves du championnat d'Asie-Pacifique des rallyes
Les rallyes organisés dans le cadre du championnat d'Asie-Pacifique des rallyes depuis sa création en 1988.
| Rallye                       | Années                                          |
| ---------------------------- | ----------------------------------------------- |
| Rallye de Nouvelle-Zélande   | 1988–2000                                       |
| Rallye de Malaisie           | 1988–1998, 2000–2001, 2005–2019                 |
| Rallye de l'Himalaya         | 1988–1990                                       |
| Rallye d'Australie           | 1988–1998                                       |
| Rallye d'Indonésie           | 1989–1997, 2000, 2005–2009, 2019 et depuis 2022 |
| Rallye de Thaïlande          | 1992–2003, 2005, 2013                           |
| Rallye de Hong Kong          | 1994–1996                                       |
| Rallye de Chine              | 1997–2002 et depuis 2004                        |
| Rallye de Canberra           | 1999–2008, 2017                                 |
| Rallye de Nouvelle-Calédonie | 2001–2002, 2004–2016                            |
| Rallye de Rotorua            | 2001–2006                                       |
| Rallye d'Hokkaidō            | Depuis 2002                                     |
| Rally d'Inde                 | 2003–2004 puis 2016-2017                        |
| Rallye de Whangarei          | Depuis 2007                                     |
| Rallye du Queensland         | 2009–2016                                       |
| Rallye d'Otago               | Depuis 2019                                     |
| Rallye de l'Inde du Sud      | Depuis 2019                                     |
| Rallye de Coffs Coast        | 2022                                            |
| Rallye d'Adelaide Hills      | 2022                                            |
| Rallye Montre                | 2022 et depuis 2024                             |
| Rallye de Tsumagoi           | 2023                                            |

## Palmarès
| Saison      | Pilote                                                  | Copilote                                                | Voiture                                                 | Écurie                                                  |
| ----------- | ------------------------------------------------------- | ------------------------------------------------------- | ------------------------------------------------------- | ------------------------------------------------------- |
| 1988        | Kenjiro Shinozuka                                       | Fred Gocentas                                           | Mitsubishi Galant VR-4                                  |                                                         |
| 1989        | Rod Millen                                              | Tony Sircombe                                           | Mazda 323 4WD                                           |                                                         |
| 1990        | Carlos Sainz                                            | Luís Moya                                               | Toyota Celica GT-Four ST165                             | Toyota Team Europe                                      |
| 1991        | Ross Dunkerton                                          | Fred Gocentas                                           | Mitsubishi Galant VR-4                                  |                                                         |
| 1992        | Ross Dunkerton                                          | Fred Gocentas                                           | Mitsubishi Galant VR-4                                  | Mitsubishi Ralliart                                     |
| 1993        | Possum Bourne                                           | Rodger Freeth                                           | Subaru Legacy RS                                        | Subaru 555 World Rally Team                             |
| 1994        | Possum Bourne                                           | Tony Sircombe                                           | Subaru Impreza 555                                      | Subaru 555 World Rally Team                             |
| 1995        | Kenneth Eriksson                                        | Staffan Parmander                                       | Mitsubishi Lancer Evolution III                         | Mitsubishi Ralliart                                     |
| 1996        | Kenneth Eriksson                                        | Staffan Parmander                                       | Subaru Impreza 555                                      | Subaru 555 World Rally Team                             |
| 1997        | Kenneth Eriksson                                        | Staffan Parmander                                       | Subaru Impreza WRC                                      | Subaru 555 World Rally Team                             |
| 1998        | Yoshio Fujimoto                                         | Tony Sircombe                                           | Toyota Corolla WRC                                      | Tein Sport                                              |
| 1999        | Katsuhiko Taguchi                                       | Ron Teoh                                                | Mitsubishi Lancer Evolution VI                          | Mitsubishi Ralliart Malaysia                            |
| 2000        | Possum Bourne                                           | Mark Stacey                                             | Subaru Impreza WRX / Subaru Impreza S4 WRC              | Possum Bourne Motorsport                                |
| 2001        | Karamjit Singh                                          | Allen Oh                                                | Proton PERT                                             | Proton Eon Rally Team                                   |
| 2002        | Karamjit Singh                                          | Allen Oh                                                | Proton PERT                                             | Proton Eon Rally Team                                   |
| 2003        | Armin Kremer                                            | Fred Berssen                                            | Mitsubishi Lancer Evolution VII                         | MRF Racing                                              |
| 2004        | Karamjit Singh                                          | Allen Oh                                                | Proton PERT                                             | Proton Eon Rally Team                                   |
| 2005        | Jussi Välimäki                                          | Jarkko Kalliolepo                                       | Mitsubishi Lancer Evolution VIII                        | MRF Racing                                              |
| 2006        | Cody Crocker                                            | Benjamin Atkinson                                       | Subaru Impreza WRX STI                                  | Les Walkden Racing                                      |
| 2007        | Cody Crocker                                            | Benjamin Atkinson                                       | Subaru Impreza WRX STI                                  | Motor Image Rally Team                                  |
| 2008        | Cody Crocker                                            | Benjamin Atkinson                                       | Subaru Impreza WRX STI                                  | Motor Image Rally Team                                  |
| 2009        | Cody Crocker                                            | Benjamin Atkinson                                       | Subaru Impreza WRX STI                                  | Motor Image Rally Team                                  |
| 2010        | Katsuhiko Taguchi                                       | Mark Stacey                                             | Mitsubishi Lancer Evolution X                           | MRF Racing                                              |
| 2011        | Alister McRae                                           | Bill Hayes                                              | Proton Satria Neo S2000                                 | Proton Motorsport                                       |
| 2012        | Chris Atkinson                                          | Stéphane Prévot                                         | Škoda Fabia S2000                                       | MRF Racing                                              |
| 2013        | Gaurav Gill                                             | Glenn Macneall                                          | Škoda Fabia S2000                                       | MRF Racing                                              |
| 2014        | Jan Kopecký                                             | Pavel Dresler                                           | Škoda Fabia S2000                                       | MRF Racing                                              |
| 2015        | Pontus Tidemand                                         | Emil Axelsson                                           | Škoda Fabia S2000                                       | MRF Racing                                              |
| 2016        | Gaurav Gill                                             | Glenn Macneall                                          | Škoda Fabia R5                                          | MRF Racing                                              |
| 2017        | Gaurav Gill                                             | Stéphane Prévot                                         | Škoda Fabia R5                                          | MRF Racing                                              |
| 2018        | Yūya Sumiyama                                           | Takahiro Yasui                                          | Škoda Fabia R5                                          | Cusco Racing                                            |
| 2019        | Lin De-wei                                              | Le Kepeng                                               | Subaru XV                                               | Subaru Rally Team China                                 |
| 2020 — 2021 | Éditions annulées en raison de la pandémie de Covid-19. | Éditions annulées en raison de la pandémie de Covid-19. | Éditions annulées en raison de la pandémie de Covid-19. | Éditions annulées en raison de la pandémie de Covid-19. |
| 2022        | Hayden Paddon                                           | John Kennard                                            | Hyundai i20 AP4                                         | Hyundai New Zealand                                     |
| 2023        | Rifat Sungkar                                           | Ben Searcy                                              | Škoda Fabia R5/Rally2 evo                               | LFN Sederhana Motorsport                                |
| 2024        | Hayden Paddon                                           | Jared Hudson                                            | Hyundai i20N Rally2                                     | Hyundai New Zealand                                     |
| 2025        |                                                         |                                                         |                                                         |                                                         |